# 驴食草
驴食草（学名：Onobrychis viciifolia）为豆科驴食草属下的一个种。

## 扩展阅读
- 維基物種上的相關：驴食草